# Kokkinotrimithiá
Kokkinotrimithiá (grec moderne : Κοκκινοτριμιθιά prononcé Kokinotrimithia) est un grand village du département de Morphou situé dans le district de Nicosie à Chypre.
Au recensement de 2011, il comptait 4 077 habitants.

## Géographie

### Localisation
Kokkinotrimithiá est un village du District de Nicosie. Il est situé à environ 20 km, à l'ouest de Nicosie, juste au sud de zone tampon de l'ONU à Chypre.. Les villages voisins sont Paleométocho au sud, Mammari au nord (dans la zone tampon), Akaki à l'ouest, tandis que l'ancien aéroport international de Nicosie, aujourd'hui abandonné se trouve à l'est.

### Géologie et relief
Le village est construit à une altitude moyenne de 225 mètres au-dessus du niveau de la mer.

### Climat
Le climat est semi-aride (classification de Köppen : Bsh). Les étés sont chauds et secs, pouvant atteindre plus de 40 °C. Les hivers sont doux avec un minimum d'environ 5 °C. 
| Mois                                | jan. | fév. | mars | avril | mai  | juin | jui. | août | sep. | oct. | nov. | déc. | année |
| ----------------------------------- | ---- | ---- | ---- | ----- | ---- | ---- | ---- | ---- | ---- | ---- | ---- | ---- | ----- |
| Température minimale moyenne (°C)   | 5,4  | 5,7  | 7,2  | 10,6  | 14,6 | 18,9 | 21,6 | 21,3 | 18,6 | 14,7 | 10,1 | 7,1  | 13    |
| Température maximale moyenne (°C)   | 15,3 | 16,2 | 19,2 | 24,2  | 29,3 | 33,8 | 36,6 | 36,9 | 33,4 | 28,1 | 22,1 | 13,9 | 26    |
| Précipitations (mm)                 | 51   | 51   | 38   | 24    | 24   | 6    | 2    | 6    | 9    | 21   | 33   | 59   | 324   |
| Nombre de jours avec précipitations | 11   | 10   | 8    | 5     | 3    | 1    | 1    | 1    | 1    | 4    | 6    | 11   | 66    |

## Urbanisme
Le village renferme quelques exemples d'architecture locale avec des maisons en briques de couleur rouge caractéristique.
Au sud de Kokkinotrimithia se trouve le bâtiment actuel du poste de police, qui avait autrefois fonctionné comme une gare ferroviaire à Chypre pendant la première moitié du XXe siècle.

## Histoire
Les plus anciennes traces d'occupation du site remontent à l'âge du bronze. Kokkinotrimithia apparaît sur les cartes vénitiennes sous le nom de Tremitusa 

### Sous la colonisation britannique

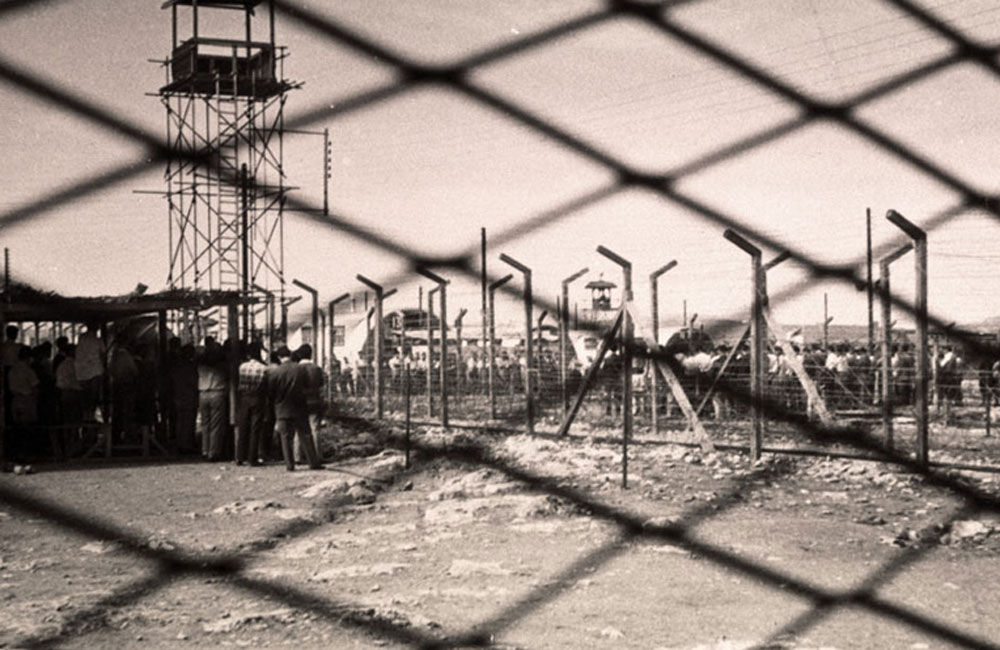
Camp de concentration de Kokkinotrimithiá

Le village a acquis une notoriété significative en raison de l'existence d'un camp de concentration et de détention qui a été le théâtre de l'emprisonnement de centaines de Chypriotes grecs durant la lutte pour l'indépendance menée par l'EOKA entre 1955 et 1959. Ce camp de détention, érigé sous l'égide des Britanniques pour retenir les prisonniers politiques engagés dans cette lutte, est localisé à une distance d'environ 2 kilomètres à l'est du village. Son fonctionnement démarre à partir de la fin de l'année 1955 jusqu'au début de l'année 1959.
Structuré en rangées parallèles de barbelés de grande hauteur, le camp est coiffé de tours de garde en bois, permettant une surveillance des prisonniers. L'enceinte du camp se caractérise par la disposition linéaire de cabanes essentiellement confectionnées en tôle. Cet agencement était encerclé par une série successive de barbelés.

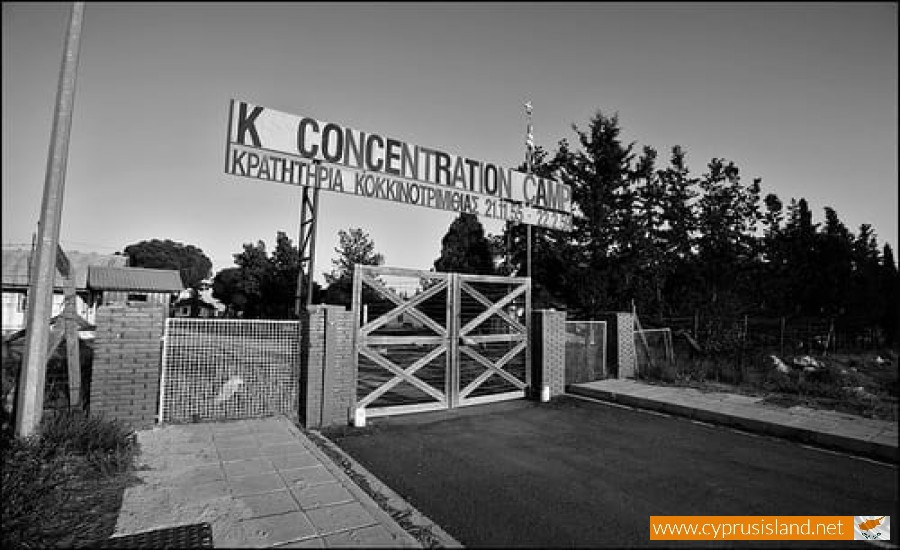
Entrée du Camp de concentration de Kokkinotrimithiá

Dans ce contexte, il était possible pour les prisonniers politiques de bénéficier de visites de  proches, généralement accordées le dimanche. Les détenus s'adonnaient pendant leur rétention à la création de structures architecturales élaborées et à la pratique de l'artisanat du bois, reflétant ainsi leur attachement à l'expression créative, malgré les conditions de détention.

### Depuis l'indépendance
Après l'invasion turque de Chypre en 1974, le village a ouvert ses portes à plusieurs réfugiés, ce qui a entraîné une augmentation significative de la population et l'expansion de la zone résidentielle, incluant l'établissement de deux camps de réfugiés. Autre conséquence de l'occupation turque, l' aéroport international de Nicosie voisin du village a été abandonné.
Le village profite aujourd'hui des avantages de l'aire urbaine de Nicosie, capitale du pays.

## Population et société

### Démographie
| Année | Population |
| ----- | ---------- |
| 1881  | 191        |
| 1891  | 213        |
| 1901  | 278        |
| 1911  | 337        |
| 1921  | 460        |
| 1931  | 539        |
| 1946  | 716        |
| 1960  | 1044       |
| 1973  | 1368       |
| 1976  | 1652       |
| 1982  | 2049       |
| 1992  | 2639       |
| 2001  | 3096       |
| 2011  | 4077       |

### Enseignement[22]
Un jardin d'enfants  fonctionne dans le village depuis 1982.
Le village de Kokkinotrimithia compte deux écoles primaires. La première école primaire fonctionne depuis 1883 tandis que la seconde e école primaire exotedepuis l'année scolaire 1994-1995. Le village dispose également d'un lycée régional, qui fonctionne depuis 2002.

## Culture locale et patrimoine

### Patrimoine religieux[3],[23]
Kokkinotrimithia compte un total de cinq églises, dont quatre suscitent un intérêt architectural du fait de leur ancienneté.
- Église de la Théotokos : Nichée entre deux autres églises (église de l'Archange Michel et l'église Saint Georges), celle-ci est dédiée à la Théotokos. Sa construction aurait débuté en 1900 pour s'achever en 1906. Édifiée en argile, cette église organise un service commémoratif chaque 21 novembre.
- Église de l'Archange Michel : C'est l'édifice religieux le plus ancien du village, bien que sa date d'érection précise ne soit pas totalement établie. Diverses sources la situent au XVIe ou au XVIIe siècle. Selon une inscription présente sur l'iconostase, son achèvement est attesté pour l'année 1615. Dotée d'un narthex, elle est également construite en silex. Certains témoignages suggèrent que cette modeste église à nef unique pourrait avoir été la chapelle seigneuriale du manoir médiéval, étant encore désignée sous le nom de Venetiki. À droite du sanctuaire, une fresque de l'archange Michel, en piètre état de conservation, est présente. Le parvis de l'église est utilisé comme cimetière.
- Église d'Agios Georgios (Saint-Georges) : La tradition veut que les quatre églises du village forment une croix, la cinquième ayant été érigée ultérieurement. Parmi ces édifices, figure l'Église d'Agios Georgios. Érigée à l'emplacement de ruines d'une ancienne église, elle fut édifiée avec un style byzantin en l'honneur de Saint Georges par les villageois. Les constructeurs ont préservé quelques fondations du premier sanctuaire près de sa sortie sud, à proximité de l'école. La nouvelle chapelle fut achevée en 1989. Au sein de l'enceinte pavée de l'église se trouve un monument avec une plaque portant les noms des défunts et disparus de 1974.
- Église d'Agios Mamandos : Située à l'ouest du village, dans le quartier de Petrakoura, cet édifice fut érigé peu après l'invasion turque de Chypre en 1974, à proximité du premier camp de réfugiés. D'une structure détachable aux dimensions d'environ 6x14 mètres, il est consacré à Agios Mamas. Le service commémoratif de l'église a lieu chaque 2 septembre.
- Église de l'Apôtre Barnabas : Outre les églises anciennes qui préexistent dans le village, ces dernières années ont vu l'érection d'une nouvelle église dédiée à l'apôtre Barnabas, fondateur et patron de l'Église de Chypre. Cet édifice accueillit ses premiers fidèles à Noël 2005. Elle est la plus vaste et la plus majestueuse église de la localité.